# Quo Vadis (videogioco)
Quo Vadis è un videogioco a piattaforme pubblicato nel 1984 per Commodore 64 dalla The Edge, divisione dell'editrice londinese Softek. Si controlla un cavaliere medievale in una caverna labirintica e popolata di mostri, che all'epoca era molto notevole per le sue enormi dimensioni.
In Nordamerica venne pubblicato dalla Mindscape nel 1986 in raccolta con altri due titoli della Softek/The Edge, Brian Bloodaxe e Revelation. Quest'ultimo ha evidenti somiglianze con Quo Vadis nello stile grafico; entrambi furono sviluppati da Steven Chapman di Buxton, allora diciannovenne.

## Modalità di gioco
Il cavaliere, appiedato e munito di scudo crociato, deve esplorare l'enorme caverna per trovare uno scettro magico e infine ritornare in superficie. La caverna, bidimensionale, è mostrata in sezione con il cavaliere sempre al centro dello schermo, con scorrimento in tutte le direzioni. L'ambiente è un misto di pareti rocciose irregolari e strutture in muratura, con torce appese, colonne, bracieri e altri ornamenti medievali. Tutto il gioco si svolge in un unico grande labirinto, ampio come 1012 schermi (22 in larghezza x 46 in profondità), comprendente 118 sale collegate da stretti passaggi, la maggiore delle quali è ampia circa 13 schermi. Con il gioco originale veniva fornita una mappa cartacea, quasi tutta in bianco, che il giocatore può tracciare per orientarsi.
Il cavaliere può camminare in orizzontale sulle piattaforme, saltare, arrampicarsi su corde verticali. Spara automaticamente e continuamente un proiettile magico nella direzione in cui si muove il joystick; per sparare in una certa direzione evitando di muovere il personaggio in quella stessa direzione si può tenere premuto il pulsante di fuoco. Si ha a disposizione una sola vita e una riserva di energia (100 punti ferita, visibili solo mettendo il gioco in pausa; a certi livelli di danno il cavaliere cambia anche colore), che cala se colpiti dai nemici. Si può ricaricare l'energia trovando scrigni di tesori. Le cadute anche da grandi altezze sono innocue, ma si perde la partita all'istante se si cade nelle pozze ribollenti. Si può concludere la partita anche tornando all'uscita senza aver trovato lo scettro, ottenendo comunque un raddoppio del punteggio accumulato.
I nemici sono mostri volanti, come insetti o pipistrelli, di 38 tipi diversi in tutto. Alcuni sparano anche proiettili di fuoco. Se un nemico raggiunge il cavaliere, gli infligge dei danni e si autodistrugge, ma si rimaterializza nella stessa zona (l'attuale area di caverna delimitata da doppie porte). Se si uccidono tutti i mostri di una certa zona, questa rimane definitivamente ripulita.

## Colonna sonora
La colonna sonora, sempre presente per tutto il gioco, è la Marcia dei troll, tratta dai Pezzi lirici di Edvard Grieg.

## Concorso
Sparsi nella caverna si possono trovare alcuni indovinelli in inglese incisi sulle pareti, le cui soluzioni insieme dovrebbero formare una risposta segreta. La Softek offriva in premio al primo risolutore un vero scettro del presunto valore di 10 000 sterline, premio che avrebbe aumentato di 30 000 sterline se il gioco avesse prima raggiunto le 100 000 copie vendute. Il premio non venne mai assegnato, nonostante ci furono giocatori che trovarono una soluzione (la frase Honi soit qui mal y pense) che sembra decisamente plausibile.